# 주한 미군 전술핵 재배치
주한 미군 전술핵 재배치는 조선민주주의인민공화국의 핵무장에 대한 대한민국과 미국의 대응책 중에 하나로 논의되어 왔다.

## 역사
- 1991년 7월 31일, 미국 조지 H. W. 부시 대통령과 소련 미하일 고르바초프 대통령이 모스크바에서 스타트 I 조약에 서명했다. 부시 대통령은 스타트 조약의 연장선에서 주한 미군에 배치된 전술핵 철수 구상을 구체화했다.

- 1991년 9월, 조지 H. W. 부시 대통령은 주한 미군 기지에 배치된 단거리 전술핵무기 철수를 발표했다.

- 1991년 11월, 노태우 대통령은 한반도 비핵화 선언을 했다.

- 1991년 12월, 노태우 대통령은 한반도에 핵무기가 전혀 없다는 핵무기 부재를 선언했다.

- 1991년 12월 31일, 제5차 남북고위급회담에서 한반도의 비핵화에 관한 공동선언 가서명을 하였다.

- 1992년 1월 14일 남북은 임동원(林東源)통일원 차관과 최우진(崔宇鎭) 외교부 순회대사가 각각 참석한 가운데 판문점 중립국감독위원회 회의실에서 남북한의 총리가 서명한 한반도의 비핵화에 관한 공동선언을 교환했고, 보름뒤인 1월 31일 북한과 IAEA 사이에 핵안전협정이 체결됐다.

- 2006년 10월 9일, 북한이 1차 핵실험인 2006년 조선민주주의인민공화국 핵 실험을 단행했다. 이로써 양자조약이던 한반도의 비핵화에 관한 공동선언가 북한의 일방적 파기로 인해 조약이 종료되었다.

- 2019년 7월 25일, 미국 국방대학교에서 한국과 일본에 나토식 핵무기 공유 협정을 체결하는 것을 주장했다.

- 2019년 10월 24일, 황교안 자유한국당 대표가 핵무기 공유 협정을 체결을 주장했다.

## 핵무기 공유
NPT에 가입한 비핵화 국가라고 하더라도, 핵무장국의 핵무기 위협에 대비를 전혀 못한다는 것은 아니다.
대략 다음과 같은 핵무기 정책이 국제사회에서 이루어져 왔다. 6단계가 최고 강도의 핵무기 정책이다.
- 1단계: 비핵화 국가 본토는 비핵화 방식의 미국 핵우산. 미국 육군의 ICBM, 미국 공군의 장거리 핵폭격기, 미국 해군의 핵잠수함
- 2단계: 원전정책. 1단계 보다 강화된 개념으로, 대규모 상업용 원전, 대학교에 원자력 공학과 설치로 핵무기 개발을 위한 인력과 산업을 육성해 놓는 방식이다.
- 3단계: 우주개발 정책. ICBM 개발을 위한 인력, 산업을 육성해 놓는 방식이다. 한국, 일본
- 4단계: 비핵화 국가 본토에 주한 미군 전술핵 배치 방식의 미국 핵우산. 비핵화 국가의 육군기지, 공군기지 등에 미군이 핵무기를 반입, 배치한다.
- 5단계: 핵무기 공유 방식의 미국 핵우산. 독일, 터키
- 6단계: NPT 탈퇴. 핵무기 보유에 대한 NCND. 이스라엘
- 7단계: NPT 탈퇴. 핵보유 선언. 북한
- 8단계: NPT에서 핵무장국으로 승인. 유엔 안보리 상임이사국 5개국만이 인정된다.

주한 미군 전술핵 재배치는 노태우 대통령의 비핵화 선언 이후 3단계 방식인 미국 핵우산을, 북한이 핵무장을 단행했으니 우리도 이에 대한 대응조치로 4단계나 5단계로 올리자는 주장이다.
상업용 원자력 발전소, 상업용 우주발사체는 사실상 군사용 핵탄두 개발, 군사용 ICBM 개발과 동일하다고 보는 전문가들의 시각이 있다. UAE가 대한민국의 원전을 수입하자, 서방에서 우려를 표시한 것은, 원전과 핵무기는 기술적이나 산업적으로 거의 같은 의미이기 때문이다. 아랍 국가들은 원전도, 우주발사체도 없었으며, 오로지 미국 핵우산만 의존하는 1단계 방식이었다.
냉전 당시, 소련이 동독에 핵미사일을 배치하자, 서독은 매우 화를 내면서 7단계 독자 핵무장을 하겠다고 미국에 통보했고, 미국은 이를 적극적으로 말리면서, 원전정책, 우주개발정책, 그리고 주독미군의 핵무기 배치, 그리고 핵무기 공유까지 양보했다. 통일이 된 이후에도 독일은 핵무기 공유를 하고 있다.
핵무기 공유는 2가지 방식이 있었다. 모두 NPT의 비핵화 조건을 만족한다고 국제사회에서 인정한다.
- 듀얼키 방식 : 미군과 독일군이 키를 동시에 돌려야 핵탄두 전원이 켜지는 방식이다. 냉전이 종식되면서, 현재는 하지 않는다.
- 핵장착 방식 : 유사시에 미군이 독일군 전투기에 핵폭탄을 장착해주는 방식이다. 이를 위해 독일 공군기지에 중령이 부대장인 미군 핵무장 대대가 배치되어 상주하면서, 훈련, 정비를 하고 있다. 현재 독일이 이 방식이다.

## 조선민주주의인민공화국의 비핵화
조선민주주의인민공화국이 비핵화에 반발하는 이유는 대한민국, 미국, 일본 등 서방 국가들이 우주개발도 금지되고 원전개발도 금지되는 아랍 국가들의 1단계 방식을 주장하기 때문이다. 이것을 미국은 CVID라고 하는데, 리비아 비핵화 모델이라고도 한다. 1단계를 비핵화라고 정의한다. 그러나, 조선민주주의인민공화국은 상업용 원전, 상업용 우주발사체는 계속 보유하고 싶어 한다. 즉 3단계 정도를 비핵화라고 정의한다.

## 저위력 핵무기
2003년 11월, 조지 W. 부시 미국 대통령은 폭발력 5kt 이하 저위력(low-yield) 핵무기의 연구 개발을 금지해 온 스프랫 퍼스 수정안(The spratt-furse law)을 폐지했다. 공화당과 백악관은 테러리스트의 위협에 대처하기 위해서는 소형 핵무기 연구가 필요하다고 고집했다.
2004년 NRDC는 "한반도 핵사용 시나리오들"이라는 보고서를 발표했다. 보고서는 북서풍이 부는 10월 17일 정오에 평남 북창공군기지를 5kt 핵폭탄으로 폭격하면 사상자가 6000명 발생할 것으로 예측했다.
2018년 2월, 미국 국방부는 도널드 트럼프 대통령의 지시로 핵 태세 검토 보고서(NPR)를 발표하면서, 저위력 핵탄두의 개발을 예고했다. 보고서에서는 5 kt W76-2 핵탄두를 개발할 것이며, 중장기적으로 핵탄두 토마호크 순항미사일을 배치할 것이라고 밝혔다.
미국의 저위력 핵무기 정책은 다음과 같다.
- 5 kt W76-2 핵탄두, 2019년 테네시함에 첫 실전배치했다. 트라이던트 II SLBM에 장착한다. 트라이던트 II SLBM의 사거리가 12,000 km여서 테네시함이 동해에 오지 않더라도 북한을 공격할 수 있다.
- 5 kt B61-12 핵폭탄, 2020년 개발을 완료해 2024년 실전배치할 계획이다. 일본 요코하마 해군기지의 항공모함에 탑재된 F-35B, F-35C 스텔스 전투기에 2발 장착할 수 있다. 항공모함이 출항하지 않아도 F-35B, F-35C 스텔스 전투기가 북한을 공격할 수 있다.
- 5 kt 핵탄두 토마호크 순항미사일, 미 국방부가 2018년 핵 태세 검토 보고서(NPR)에서 중장기 계획으로 밝혔다. 구형 로스앤젤레스급 잠수함 35척, 신형 버지니아급 잠수함 15척은 12개의 VLS에 토마호크 미사일을 탑재했다. 제7함대 (미국)의 로스앤젤레스급 잠수함이 한반도에 다가와서 북한을 공격할 수 있다. 사거리 2500 km이다.

2019년 5월 23일, 피터 판타 미 국방부 핵문제 담당 부차관보는 북핵 대응을 위해 핵무기 탑재가 가능한 해상 순항미사일 투입을 한반도 전술핵 재배치의 대안으로 '강하게 추진하고(pressing hard)' 있다고 밝혔다.

## 트럼프 행정부
2017년 7월 5일, 오전 7시에 한미연합군이 동해안에서 합동 사격훈련을 했다. 한국군은 현무-2, 미군은 에이태킴스 미사일을 동해로 발사했다. 4일에 북한이 화성 14호 ICBM을 발사했다. 문재인 대통령은 전날 북한이 ICBM 미사일 도발을 감행한 뒤 정의용 국가안보실장에게 한·미 미사일 연합 무력시위를 지시했다. 안보실장은 4일 오후 9시쯤 H.R. 맥매스터 백악관 안보보좌관과 통화해 도널드 트럼프 미국 대통령의 승인을 받았다.
2017년 7월 4일 조선민주주의인민공화국은 평안북도 구성의 방현비행장 근처에서 김정은이 직접 참관하는 가운데 미국 본토 타격이 가능한 ICBM 화성-14형을 처음 발사했다. 당시 빈센트 브룩스 한·미 연합사령관은 매티스 국방장관 승인을 받아, 다음 날 곧바로 남북 접경과 맞닿은 동해안에서 시위와 경고 목적의 작전에 나섰다. 해안가에서 불을 뿜으며 발사된 미군 전략미사일이 186마일(약 299.33㎞)을 날아가 동해에 떨어졌다. 우드워드는 책에서 “그것은 미국이 미사일을 발사한 지점에서 북한의 미사일 발사장, 김정은이 미사일 발사를 지켜보는 사진이 찍힌 텐트까지의 정확한 거리였다”고 이 장면을 묘사했다.
2017년 7월 29일, 한미연합군이 동해안에서 합동 사격훈련을 했다. 한국군은 현무-2, 미군은 에이태킴스 미사일을 동해로 발사했다. 6시간 전에 조선민주주의인민공화국이 화성 15호 ICBM을 발사했다. 화성 14호는 추력 80톤급 백두엔진 1개, 화성 15호는 백두엔진 2개를 1단에 사용한다.
한반도 비핵화 선언 이후, 주한 미군에는 핵미사일이 모두 철수되었다고 알려져 있었는데, 2020년 우드워드의 저서에서는 주한 미군의 에이태킴스가 전술미사일이 아니라 전략미사일이며, 작전계획 5027에는 미군 핵무기 사용이 포함되어 있다고 알려졌다.
에이태킴스는 MGM-140E 버전이 사거리 300 km (186 miles), 탄두중량 227 kg (500 lb) 고폭탄을 사용한다고 알려져 있다. 이를 핵탄두로 교체했을 경우 W87, W88가 500 파운드 정도의 무게이다. 핵무기는 100 kt을 넘으면 전략 핵무기, 미만이면 전술 핵무기인데, W87, W88 모두 무게 500 파운드에 폭발력 100 kt가 넘는 전략 핵무기이다. 2020년 우드워드의 저서 격노에서 에이태킴스가 전술미사일이 아닌 전략미사일이라고 밝힌 점을 참고한다면, 주한 미군에 에이태킴스 장착용 핵무기 80개 정도가 배치되어 있다는 의미로 해석할 여지가 있다. 재래식 탄두의 단거리 미사일은 전략미사일이라고 부르지를 않는다.
MGM-140 ATACMS는 육군 전술 미사일 시스템, Army Tactical Missile System의 약자로, 전술 미사일(Tactical Missile)이지, 전략 미사일(Strategic Missile)이 아닌데, 우드워드는 주한 미군의 에이태킴스가 전략미사일이라고 밝히고 있다.

### 100KT 수소폭탄
2011년 이명박 정부 당시, 대한민국에서는 100 kt 수소폭탄 100발을 생산하자는 논의가 있었다. 서균렬 서울대 교수가 주장했다. 100 kt 이상을 전략 핵무기라고 부른다. 서교수는 한발에 100억원, 100발에 1조원이 든다고 말했다. 공장건설에 2조원이 들어서, 모두 3조원이 든다는 주장이었다.
박정희, 전두환 정부 시절, 주한 미군에는 랜스 미사일이 배치되어 있었고, W70 핵탄두를 미사일 차량과 함께 별도의 트럭에 싣고 다녔다. 덜컹거리는 산길에서도 안전하다고 당시 보도되었다. 이 핵탄두가 폭발력 100 kt인 수소폭탄이었다. 발사요원들이 트럭에서 핵탄두를 내려서, 랜스 미사일 탄두부에 장착해서, 랜스 미사일을 발사하는데까지 15분이 걸렸다.
1992년, 노태우 대통령이 한반도 비핵화 선언을 하면서, 주한 미군 
미국은 랜스 미사일 다음 모델로 에이태랜스 핵미사일이 철수되었다.
서균렬 교수의 100 kt 수소폭탄 주장은, 그런 배경과 관련지어볼 수 있다.킴스 미사일을 개발, 배치했고, 주한 미군에 재래식 탄두만 장착해서 배치했다. 그런데, 이번 밥 우드워드 저서를 보면, 핵탄두를 장착한 에이태킴스 미사일 80발이 주한 미군에 배치되어 있을 수도 있다는 강력한 암시를 하고 있다. 물론 밥 우드워드는 핵무기 80개라고 해서, 미국은 ICBM, SLBM도 있기 때문에, 꼭 주한 미군 에이태킴스 미사일이라는 말은 안했지만, 전체적인 뉘앙스가 그러했다.